# Zweckgesellschaft
Eine Zweckgesellschaft ist ein Unternehmen, das für einen klar definierten Betriebszweck gegründet wird. Nach Erreichen ihres Zwecks kann die Gesellschaft aufgelöst werden.

## Allgemeines
Gebräuchliche internationale Bezeichnungen (englisch Special Purpose Company (SPC), Special Purpose Vehicle (SPV), Special Purpose Entity (SPE)) im Sinne von Einzweckgesellschaft (auch englisch Single Purpose Entity (SPE), Limited Purpose Entity (LPE)) werden vorzugsweise in Verträgen benutzt. Hierin ist ihr Betriebszweck genau definiert.

## Grundlagen
Eingesetzt werden Zweckgesellschaften vor allem für Private-Equity-Transaktionen und strukturierte Finanzierungen. So soll ein Zugriff finanzierender Gläubiger auf Vermögenswerte des Investors vermieden werden – sogenannte non- oder limited recourse-Finanzierungen – und der Finanzierungsgegenstand gegen Insolvenzrisiken aus der Sphäre des Investors abgeschirmt werden (englisch bankruptcy-remote, deutsch „insolvenzfern“ oder englisch ring fenced, deutsch „abgeschirmt“). In diesen Fällen werden Zweckgesellschaften in der Regel in der Rechtsform der GmbH oder einer ähnlichen im jeweiligen Staat üblichen Form gegründet. Befinden sich Zweckgesellschaften im Ausland, besteht neben einem Rechtsrisiko auch ein politisches Risiko.

## Zwecke
Zweckgesellschaften werden häufig eingesetzt etwa beim Leasing, forderungsbesicherten Wertpapieren oder Spezialfonds. Zweckgesellschaften sind laut Umweltbundesamt auch der Regelfall für den Betrieb von Windenergie- und großen Photovoltaikvorhaben.

## Arten von Zweckgesellschaften
Es gibt folgende Hauptarten von Zweckgesellschaften:
- Akquisitionsfinanzierungen (englisch Leveraged Buy-out; LBO) werden marktüblich über Zweckgesellschaften vorgenommen.
- Akquisitionszweckunternehmen sammeln zunächst Kapital über einen Börsengang, um dieses in einem zweiten Schritt in die Übernahme eines (vorher nicht fest bestimmten) Unternehmens zu investieren.[3]
- Arbeitsgemeinschaft (Arge), im Baugewerbe übliche Form der Zusammenarbeit zur Durchführung von Großprojekten, bei denen jeder Partner für definierte Teilleistungen verantwortlich ist.
- Leasing-Objektgesellschaften fungieren als Leasing-Geber, um die Errichtung bzw. den Erwerb, die Finanzierung und das „Verleasen“ einer bestimmten Immobilie oder Großimmobilie durchzuführen. Alleiniger Geschäftszweck der Objektgesellschaft ist diese einzelne Transaktion, daher wird sie auch oft als Einzelobjektgesellschaft bezeichnet. Hierdurch ist für den Leasing-Nehmer gewährleistet, dass nicht durch andere Geschäfte bei der Objektgesellschaft Risiken auftreten, die vom Leasing-Nehmer selbst nicht beeinflusst werden können und auch nicht mit der einzelnen Transaktion im Zusammenhang stehen.
- Bei Projektfinanzierungen übernimmt eine Projektgesellschaft das Projektmanagement bis hin zur Finanzierung bestimmter großer Infrastrukturprojekte wie Energieversorgung, Informationstechnologie, Telekommunikation oder Verkehrsinfrastruktur. Der eigentliche Investor (Sponsor) belastet hierdurch nicht seine Bilanz, da Projektgesellschaften als sich wirtschaftlich selbst tragende Wirtschaftssubjekte (Selbstfinanzierung, Cashflow-Finanzierung) fungieren.[4] Dadurch lässt sich das Finanzrisiko der Kreditgeber und der Unternehmer auf dieses Projekt eingrenzen.
- Verbriefungszweckgesellschaften wie Conduits und Structured Investment Vehicles (SIVs) sind Zweckgesellschaften zur Refinanzierung. Sie kaufen einmalig oder laufend Forderungen (englisch assets) an und refinanzieren den Kaufpreis im Wege der Verbriefung durch die Emission von Wertpapieren (Asset-Backed Security). SPVs werden von Banken auch eingesetzt, um Finanzrisiken an den Kapitalmarkt weiterzugeben oder aus ihren Jahresabschlüssen auszugliedern.

Finanz-Zweckgesellschaften haben ihren Geschäftssitz oft in Ländern mit günstiger Steuergesetzgebung (Niedrigsteuerländer, Steueroasen) oder geringen Gründungshürden, sogenannten Off-shore-Finanzplätzen wie auf den Bahamas, den Kaimaninseln oder der Isle of Man. Dieser Sitz hat ihnen die abschätzige Bezeichnung Briefkastengesellschaft eingebracht.

## Verbriefungszweckgesellschaften
Verbriefungszweckgesellschaften und Conduits übernehmen die Verbriefung von Vermögenswerten (englisch assets; Forderungen wie Autokredite, Bankkredite, Hypothekendarlehen, Kreditkartenforderungen, Leasingforderungen, Lieferantenforderungen), die sie von Originatoren erwerben und zu einem Portfolio (englisch pool) zusammenfassen. Dieser Pool wird mittels Risikodiversifizierung strukturiert, indem eine Vielzahl von Kreditarten und Schuldnern (Granularität) das Klumpenrisiko durch Branchenmix vermindert oder reduziert. Der Pool dient als Anleihendeckung für die von Verbriefungszweckgesellschaften und Conduits emittierten Anleihen.

### Cash Management
Verbriefungszweckgesellschaften und Conduits führen ein Cash Management durch, indem sie die Einnahmen aus dem Pool (Schuldendienst: Zinsen und Tilgung von Schuldnern) als Ausgaben an die Gläubiger der Anleihen weitergeben. Dies kann auf zwei Arten erfolgen:
- Pass-through (deutsch „Weiterleitung“) ist die direkte Weiterleitung von Zahlungsströmen.[6] Zahlungseingänge und Zahlungsausgänge sind betraglich und zeitlich synchron. Die Anleihegläubiger sind hierbei einem Zahlungsrisiko ausgesetzt, weil sie sowohl einen Zahlungsverzug (englisch payment default) als auch das Gegenteil der ungeplanten Vorauszahlung (englisch prepayment) zu tragen haben.
- Pay-through (deutsch „Durchzahlung“): Die Einnahmen aus dem Pool werden umstrukturiert, bevor sie an die Gläubiger weitergeleitet werden.[7] Das geschieht beispielsweise bei Tranchen, die in einer Rangfolge zueinander stehen. Zuerst wird dabei die ranghöchste (englisch senior tranche) bedient, danach die Mezzenanine-Tranche und – sofern noch Einnahmen übrigbleiben – zuletzt die rangniedrigste Tranche (englisch equity/senior tranche).

Bei beiden Arten sind die Anleihegläubiger einem Finanzrisiko ausgesetzt.

### Bankenaufsichtsrecht
Im Bankenaufsichtsrecht der EU-Mitgliedstaaten müssen Kreditinstitute ihre Ausfallrisiken generell mit Eigenmitteln unterlegen. Die Unterlegung kann durch die Verbriefung von Forderungen mit guter Bonität deutlich reduziert werden. Die Bankenaufsicht erkennt die Übertragung von Kreditforderungen aus dem Bestand des Originators auf die Zweckgesellschaft oder das Conduit nur dann an, wenn der Risikotransfer tatsächlich stattfindet (englisch clean break). Hierbei muss durch die Verbriefung gemäß Art. 243 Verordnung (EU) Nr. 575/2013 Kapitaladäquanzverordnung (CRR) ein signifikantes Kreditrisiko übertragen werden. Das bedeutet, dass der Originator dann nicht weiter dafür haften darf, dass die Forderungen am Fälligkeitstag durch den Schuldner beglichen werden. Zu diesem Zweck muss die Unternehmensstruktur der Zweckgesellschaft nach Art. 4 Abs. 1 Nr. 66 CRR darauf ausgelegt sein, die eigenen Verpflichtungen von denen des Originators zu trennen und deren wirtschaftliche Eigentümer die damit verbundenen Rechte uneingeschränkt verpfänden oder veräußern können. Der Originator darf beispielsweise im Rahmen des Credit Enhancements keine Rückkaufvereinbarungen mit dem einer Zweckgesellschaft schließen oder Zahlungsgarantien für den Pool abgeben. Zudem darf sich die Zweckgesellschaft nicht im Konsolidierungskreis des Originators befinden (englisch ringfencing).

### Wirtschaftliche Aspekte
Die Verbriefung mit Hilfe von Zweckgesellschaften ist ein Risikotransfer, weil der eigentliche Risikoträger (wie etwa eine Hypothekenbank bei Hypothekendarlehen) sein Finanzrisiko an einen Anleger übertragt. Dadurch ermöglicht der Originator seine eigene Rekapitalisierung. Im Ergebnis werden daher nicht oder nur schwer handelbare Forderungen in handelbare Finanzprodukte umgewandelt. Der Nominalzins der besicherten Wertpapiere richtet sich nach Bonität und Rating/Kreditscoring der zugrunde liegenden Forderungen.
Die Granularität im Pool kann durch eine Vielzahl von Kreditarten und Kreditnehmern sowie Branchenmix verbessert werden, so dass das Klumpenrisiko durch Risikodiversifizierung vermindert oder eliminiert werden kann. Es verbleibt stets das systematische Risiko, das nicht durch Risikodiversifizierung beseitigt werden kann und bei derartigen Finanzinstrumenten nicht unterschätzt werden darf. So kann sich eine allgemeine Wirtschaftskrise, Finanzkrise oder ein Hochzinsniveau negativ auf alle Kreditnehmer der im Pool vorhandenen Forderungen auswirken wie dies bei der Finanzkrise ab 2007 der Fall war.
Von Medien und Wissenschaftlern werden die Komplexität von Asset-Backed-Securities-Anleihen, die mangelnde Markttransparenz der Produkte, das Versagen der Ratingagenturen bei der korrekten Bewertung dieser Instrumente und die mangelnde Bankenaufsicht der staatlichen Organe für die finanziellen Verwerfungen der Finanzkrise ab 2007 verantwortlich gemacht. Auch die Mortgage Backed Securities (MBS) mit einem hohen Ranking bestanden zum großen Teil aus so genannten Subprime-Darlehen, also Hypothekendarlehen an einkommensschwache Kreditnehmer mit variablen Zinsen. Die Originatoren haben also sichere Hypotheken mit hoch risikoreichen vermischt und dann mit einem guten Rating der Ratingagenturen weiterverkauft. Das Versagen der Ratingagenturen wie Moody’s oder Standard & Poor’s in der Bewertung dieser MBS wirft noch heute Fragen auf, zumal sie nicht beachtet hatten, dass die Credit Spreads der MBS-Anleihen deutlich höher waren als ihr Rating signalisierte.
Um Liquiditätsrisiken zu vermindern oder auszuschließen, müssen Banken eine Kreditfazilität (Liquiditätslinie; englisch back-up facility) bereitstellen, was durch Ratingagenturen zur Voraussetzung für ein gutes Emissionsrating gemacht wird. Die Refinanzierung der Verbriefungszweckgesellschaft erfolgt ausschließlich durch forderungsbesicherte Wertpapiere, die wegen des Pools zu gedeckten Anleihen (englisch covered bonds) werden. Das gilt auch für Conduits, die typischerweise besicherte Geldmarktpapiere emittieren.
Mit Hilfe der Zweckgesellschaften können Originatoren durch Übertragung von Forderungen eine Rekapitalisierung herbeiführen, wenn sich durch einen „clean break“ eine Entlastung der Eigenmittel ergibt. Das gelingt, wenn die gesetzliche Schwelle der Konsolidierungsvorschriften nicht überschritten wird. Eine neue Form des Risikotransfers bieten Katastrophenanleihen, mit denen Versicherungsgesellschaften Risiken für Naturkatastrophen über Zweckgesellschaften an den Kapitalmärkten verkaufen können.

## Zweckgesellschaften im deutschen Recht
Zweckgesellschaft ist kein feststehender definierter Begriff des deutschen Rechts. Er ist insbesondere im Gesellschaftsrecht unbekannt; dieses kennt nur eine gesetzlich genau festgelegte Auswahl von Gesellschaftsformen im Rechtssinne, wozu eine „Zweckgesellschaft“ nicht gehört. Der Begriff „Zweckgesellschaft“ dient daher lediglich als Umschreibung für den begrenzten Unternehmensgegenstand oder Einsatzzweck der Gesellschaft.
In § 290 Abs. 2 Nr. 4 HGB werden die Zweckgesellschaften erwähnt. Sie sind zwingend in die Konsolidierung mit einzubeziehen, sofern sie in enger wirtschaftlicher Beziehung zu dem konsolidierenden Mutterunternehmen stehen und dieses auch die Mehrheit der Risiken und Chancen bei wirtschaftlicher Betrachtung trägt.
Der Rechtsbegriff der Zweckgesellschaft findet in deutschen Gesetzen insbesondere im Kreditwesengesetz (§ 1 Abs. 26 KWG) und in der Kapitaladäquanzverordnung (CRR) Verwendung. Nach Art. 4 Nr. 66 CRR ist die Verbriefungszweckgesellschaft eine „Treuhandgesellschaft oder ein anderes Unternehmen, die/das kein CRR-Kreditinstitut ist und zur Durchführung einer oder mehrerer Verbriefungen errichtet wurde“.

## Internationale Rechnungslegung
Sowohl nach IFRS als auch nach US GAAP werden nicht nur Tochtergesellschaften, sondern auch Zweckgesellschaften im Konzernabschluss unter bestimmten Voraussetzungen voll konsolidiert, denn sie werden insbesondere gegründet, um bestimmte Transaktionen außerhalb der Bilanz zu halten. Im Rahmen der Rechnungslegung sind Zweckgesellschaften alleine durch die Regelungen des IAS 27 nicht zwingend in den Konzernabschluss einzubeziehen. Aus diesem Grund veröffentlichte das Standing Interpretations Committee (SIC) des IASB im Juni 1998 die SIC 12 „Consolidation – Special Purpose Entities“, die sich mit der Definition und etwaigen Konsolidierung einer Zweckgesellschaft befasst. Nach SIC 12.8 ist eine SPE zu konsolidieren, wenn das bilanzierende Unternehmen diese aus wirtschaftlicher Sicht beherrscht. Dieser Grundsatz der wirtschaftlichen Betrachtungsweise (englisch substance over form) des IAS 27 wird in SIC 12 durch den „Risiko- und Belohnungsansatz“ (englisch risk and rewards approach) ergänzt. SIC 12.9 abstrahiert dabei von einer zur Beherrschung notwendigen Eigenkapitalbeteiligung sowie einer Stimmrechtsmehrheit. In SIC 12.10(a)-(d) werden alternativ zu erfüllende Umstände aufgelistet, die individuell auf eine Beherrschung hindeuten. Nach SIC 12.10(a) wird eine Beherrschung angenommen, wenn die Aktivitäten der SPE bei wirtschaftlicher Betrachtung zu Gunsten der speziellen Bedürfnisse eines Unternehmens ausgeführt werden, sodass dieses Nutzen aus der Geschäftstätigkeit der SPE ziehen könnte. Wenn das Unternehmen über die Leitungsmacht verfügt, die Mehrheit des Nutzens aus der Geschäftstätigkeit der SPE ziehen zu können, ist nach SIC 12.10(b) ebenfalls eine Beherrschung anzunehmen. Nach SIC 12.9 kann ein Unternehmen diese Leitungsmacht auch durch eine satzungsmäßige Vorherbestimmung der Geschäftstätigkeit (sog. Autopilot) delegieren, ohne dass dies einer Beherrschung entgegensteht. Ferner ist nach SIC 12.10(c) eine Beherrschung zu unterstellen, wenn ein Unternehmen berechtigt ist, die Mehrheit des Nutzens aus der Geschäftstätigkeit der SPE zu ziehen und gleichzeitig den immanenten Risiken der SPE-Aktivitäten ausgesetzt ist. Trägt das Unternehmen mehrheitlich die Residual- oder Eigentümerrisiken der SPE, um einen Nutzen aus der Tätigkeit der SPE zu ziehen, ist die SPE nach SIC 12.10(d) zu konsolidieren. Da diese Kriterien nicht abschließend sind und nur als Indikatoren einer Beherrschung gesehen werden, ist bei wirtschaftlicher Betrachtungsweise nach SIC 12.9 eine einzelfallabhängige Gesamtwürdigung aller relevanten Faktoren vorzunehmen.
Nach deutschem Bilanzrecht ist beherrschender Einfluss erforderlich (§ 290 Abs. 2 HGB), wenn die Muttergesellschaft bei wirtschaftlicher Betrachtung die Mehrheit der Risiken und Chancen einer Zweckgesellschaft trägt.

## Kritik
Weitreichende öffentliche Kritik erfährt die Praxis, bedeutende Vermögenswerte und/oder Liquiditätsrisiken in Zweckgesellschaften konsolidierungsfrei auszugliedern (so genannte Regulierungsarbitrage). Dies kann missbräuchlich dazu genutzt werden, um Jahresabschlüsse durch Bilanzverkürzung von Risiken zu befreien, die eine Unternehmenskrise auslösen oder verstärken würden. Derartige Verschleierungen wurden nach dem Unternehmenszusammenbruch bei Enron, Parmalat oder den Krisen bei der IKB Deutsche Industriebank und Sachsen LB aufgedeckt. Weltweit haben Finanzinstitute während der Finanzkrise ab 2007 diese Form der Bilanzverkürzung genutzt, um auch die aufsichtsrechtlichen Vorgaben weiterhin erfüllen zu können.

## Abgrenzung
Zu unterscheiden ist die privatrechtliche Zweckgesellschaft vom Zweckverband, einer Körperschaft des öffentlichen Rechts in Deutschland. Zweckgesellschaften unterscheiden sich von Conduits dadurch, dass letztere mehrere Transaktionen durchführen (sie sind Daueremittenten) und ihre Refinanzierung ausschließlich durch Commercial Papers oder Medium Term Notes bestreiten.